# Abdij van Eversam
De Proosdij van Eversam was een proosdij (ten onrechte vaak als abdij beschouwd) in Stavele in de Belgische provincie West-Vlaanderen. De stichting lag langs de IJzer, een halve kilometer ten westen van het gehucht Elzendamme.

## Geschiedenis
Vanaf het begin van de 12e eeuw telde de Westhoek meer dan vijf augustijner stichtingen. Een van deze was gelegen te Stavele. Hier volgde men de kloosterregel van de H. Augustinus.
De proosdij werd gesticht in 1091 door Walbertus, de kanunnik van Kassel. Over de voorgeschiedenis is weinig bekend. Eversam lag nabij de monding van de Vleterbeek in de IJzer. De jonge gemeenschap kon al gauw rekenen op giften van gravin-weduwe Gertrudis en haar zoon Robrecht II.
De kanunniken van Eversam speelden een belangrijke rol in het parochiale leven. Zij stonden in voor parochies zoals Hoogstade, Sint-Rijkers, Pollinkhove en Fromelles in Frankrijk. Rond 1142 werd onder het patronaatschap van de abdij van Eversam de parochie Stavele gesticht.
In de tweede helft van de 14e eeuw werd dit bloeiende klooster door een opeenvolging van tegenslagen uitgeschakeld. Tussen 1347 en 1352 werd de streek geteisterd door de Zwarte Dood. Tot overmaat van ramp volgde hierop nog grote hongersnood. Rond 1369 werden de kloostergebouwen grotendeels vernield door een grote brand. De kerk, de bibliotheek, het archief, alle perkamenten en privileges, de refter, het pand en alle kloostergebouwen zijn in de vlammen opgegaan. Door al deze tegenslagen kwam de proost van Eversam, Petrus Boidin, in financiële nood. De stichting werd heropgebouwd, maar werd in de 16e eeuw geteisterd door beeldenstormers. In 1610 begon Jacob Beke aan de heropbouw, maar bij de Franse Revolutie werd de abdij definitief vernield. Op de kaarten van Blaeu uit de helft van de 17e eeuw staat "Eversham" aangeduid en op de Ferrariskaart uit de jaren 1770 staat het complex ("Abb. d'Eversam") getekend; op de Atlas der Buurtwegen uit de helft van de 18e eeuw is enkel nog het omwalde terrein van de voormalige proosdij met de resterende hoeve aangeduid als "Eversam Ferme".

## Naamgeving
De legende vertelt hoe ergens in de nevelen van de 10e eeuw twee broers van Haveskerke op jacht trokken. Toen één broer een everzwijn kon doden was de andere zo jaloers, dat hij onmiddellijk zijn broer vermoordde en de buit meenam als jachttrofee. Jaren later, toen de ridder zijn doodzonde ging opbiechten, legde zijn biechtvader hem als boetedoening op een klooster te bouwen op de plaats van het misdrijf. Eversam betekent in het Latijn 'apripratum', 'aper' staat voor everzwijn en 'pratum' voor huis of weide. Vandaar Eversam, varkensweide.

## Restanten
De kloostergebouwen waren in de noordoostelijke hoek gesitueerd, terwijl de hoeve in de zuidelijke helft ingeplant was. Nog is het vijfhoekige omwalde kloosterterrein te onderscheiden in het weiland. Nu herinneren alleen nog de 18e-eeuwse monumentale dwarsschuur en het smeedijzeren hek aan de vroegere luister van de proosdij.